# Verborgen boswitje
Het verborgen boswitje (Leptidea reali) is een kleine tere dagvlinder met een zeer dun lijfje, uit de familie Pieridae (witjes). De soort overwintert als pop.

## Boswitjes
Er zijn drie soorten boswitjes die dusdanig op elkaar lijken dat ze in het veld niet tot nauwelijks zijn te onderscheiden. Dat zijn het boswitje (L. sinapis), het cryptisch boswitje (L. juvernica) en het verborgen boswitje (L. reali). Meer informatie hierover staat in het artikel over het "gewone" boswitje.

## Waardplanten
Het verborgen boswitje heeft vooral veldlathyrus als waardplant, met gewone rolklaver en andere vlinderbloemigen als alternatieven.

## Voorkomen in Nederland en België
Door verwisseling met het boswitje is veel over de verspreiding van het verborgen boswitje nog onbekend. Het verborgen boswitje komt voor in het zuiden van België. In Nederlandse collecties zijn 19 exemplaren gedetermineerd van het verborgen boswitje, vooral afkomstig uit Zuid-Limburg, maar de laatste is van 1958. Bij Bemelen bevond zich een populatie.